# Charlotte Sieglin

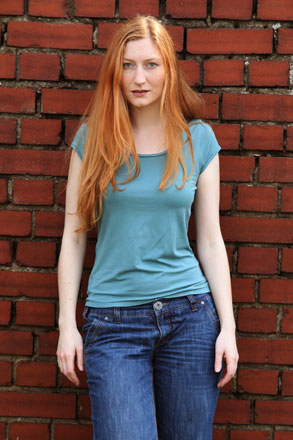
Charlotte Sieglin, 2009

Charlotte Sieglin (* 23. August 1979 in Bremen) ist eine deutsche Schauspielerin.

## Karriere
Entdeckt wurde Sieglin 2000 von Dieter Braun. Es folgte die Darstellerische Grundausbildung, Szenischer Unterricht und Rollenstudium an der Folkwang Hochschule Schauspiel Bochum, sowie ein Workshop mit Carolina Pecheny (Théâtre du Soleil), ein Workshop mit Dominik Graf an der ifs und eine Einladung zur Teilnahme an der Sat.1 Talent Class. Zum ersten Mal stand Sieglin 2002 für den Fernsehfilm „Nette Leute“ vor der Kamera, ihren ersten Kinofilm „Klimt“ drehte sie im Jahr 2005 an der Seite von John Malkovich. Für ihre Darstellung in „Klimt“ wurde sie vom Undine Award 2006 als „beste jugendliche Nebendarstellerin in einem Kinofilm“ nominiert. Größere Bekanntheit erlangte Sieglin bisher mit ihren Theaterproduktionen. Bereits 2003 spielte sie am Schauspielhaus Bochum, 2004 unter der Regie von Jürgen Gosch und Ernst Stötzner. 
Nach den Dreharbeiten zu „Klimt“ wechselte sie ins Festengagement ans Staatstheater Schwerin. 2007 spielte Sieglin dort die Luise Briest in „Effi Briest“ und das Käthchen in „Das Käthchen von Heilbronn“ (Regie: Peter Dehler). Im Jahrbuch 2007 von Theater heute wurde Sieglin für ihre Darstellung der Kriemhild in Oliver Schmaerings „Nibelungen“ als Höhepunkt des Jahres bzw. „Nachwuchsschauspielerin des Jahres 2007“ nominiert. 2008 wurde Sieglin mit dem Conrad-Ekhof-Preis ausgezeichnet. 
Während ihrer intensiven Theaterzeit in Schwerin fand Sieglin Zeit für die Kurzfilmprojekte „Eine Art der Einsamkeit“, „Nachtfahrt“ und „Männer“, die jedoch in der Öffentlichkeit unbeachtet blieben. Im Frühjahr 2009 trennte sich Sieglin vom Staatstheater Schwerin. Sie lebt und arbeitet derzeit freischaffend in Berlin.

## Ausbildung
- Folkwang Hochschule Schauspiel Bochum (2000–2004)
- Workshop mit Carolina Pecheny, Théâtre du Soleil (2003/2004)
- Workshop mit Dominik Graf an der ifs (2004)
- Workshop „SAT.1 Talent Class“ (2005)

## Auszeichnungen
- 2006: Undine Award - Nominierung als „beste jugendliche Nebendarstellerin in einem Kinofilm“
- 2007: Theater Heute - Nominierung als „beste Nachwuchsschauspielerin“
- 2008: Conrad-Ekhof-Preis

## Theater
- 2003–2004: Schauspielhaus Bochum
- 2005–2009: Staatstheater Schwerin
- seit 2014: Jedermann-Festspiele Wismar als Buhlschaft

## Filmografie
- 2002: Nette Leute, Regie: Frank Conrad
- 2002: Schatten, Regie: Sven O. Hill
- 2004: Gerade jetzt, Regie: Frank Conrad
- 2005: So nah so fern, Regie: Song Yun-Long
- 2005: Maskenball, Regie: Oliver Stadel
- 2005: Klimt, Regie: Raúl Ruiz
- 2007: Eine Art der Einsamkeit, Regie: Karl Lotz
- 2007: Nachtfahrt, Regie: Tatjana Steinbichl
- 2008: Männer, Regie: Markus Beck
- 2010: Takiye - In Gottes Namen, Regie: Ben Verbong
- 2012: Die Männer der Emden, Regie: Berengar Pfahl
- 2015: Freibeuter der Meere - Episode 2 (Sir Francis Drake) Regie: Robert Schotter
- 2018: Herzkino.Märchen: Der Froschkönig, Regie: Jeanette Wagner
- 2020: Babylon Berlin